# Núi Avachinsky
Avachinsky (còn gọi là Avacha hay Avacha Volcano hoặc Avachinskaya Sopka) (tiếng Nga: Авачинская сопка, Авача)) là một núi lửa dạng tầng hoạt động trên bán đảo Kamchatka ở Viễn Đông Nga. Nó có thể nhìn thấy từ thủ đô Kamchatka Krai, Petropavlovsk-Kamchatsky. Cùng với núi Koryaksky lân cận, nó được chỉ định là một núi lửa Thập niên,, xứng đáng để nghiên cứu đặc biệt trong bối cảnh lịch sử phun trào bùng nổ và sự gần gũi với các khu vực đông dân cư.
Vụ phun trào cuối cùng ở núi Avachinsky xảy ra vào năm 2008. Vụ phun trào này rất nhỏ so với vụ phun trào núi lửa với chỉ số bùng nổ núi lửa (VEI) cấp 4 của nó vào năm 1945.

## Lịch sử địa chất
Avachinsky nằm trên Vành đai lửa Thái Bình Dương, tại một thời điểm mà Mảng Thái Bình Dương trượt xuống bên dưới Mảng Á-Âu khoảng 80 mm mỗi năm. Một miếng đệm của vật liệu lớp phủ nằm giữa Mảng Thái Bình Dương đang hút chìm và Mảng Á-Âu nằm trên là nguồn năng lượng núi lửa động trên toàn bán đảo Kamchatka.
Núi lửa là một trong những ngọn núi lửa hoạt động mạnh nhất trên bán đảo Kamchatka, và bắt đầu phun trào vào giữa thời kỳ cuối Pleistocene. Nó có một miệng núi lửa hình móng ngựa hình thành từ 30-40.000 năm trước trong một vụ lở đất lớn, bao phủ một khu vực cách núi lửa 500 km² về phía nam, nằm dưới thành phố Petropavlovsk-Kamchatsky. Việc tái tạo một hình nón mới bên trong miệng núi lửa xảy ra trong hai giai đoạn phun trào lớn, 18.000 và 7.000 năm trước.

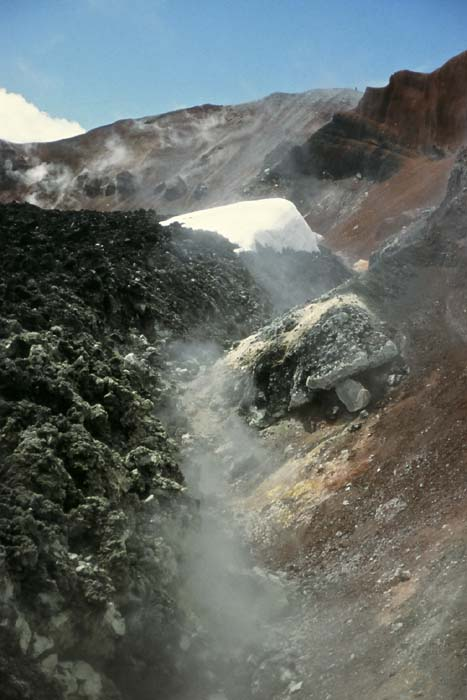
Đỉnh Avachinsky.
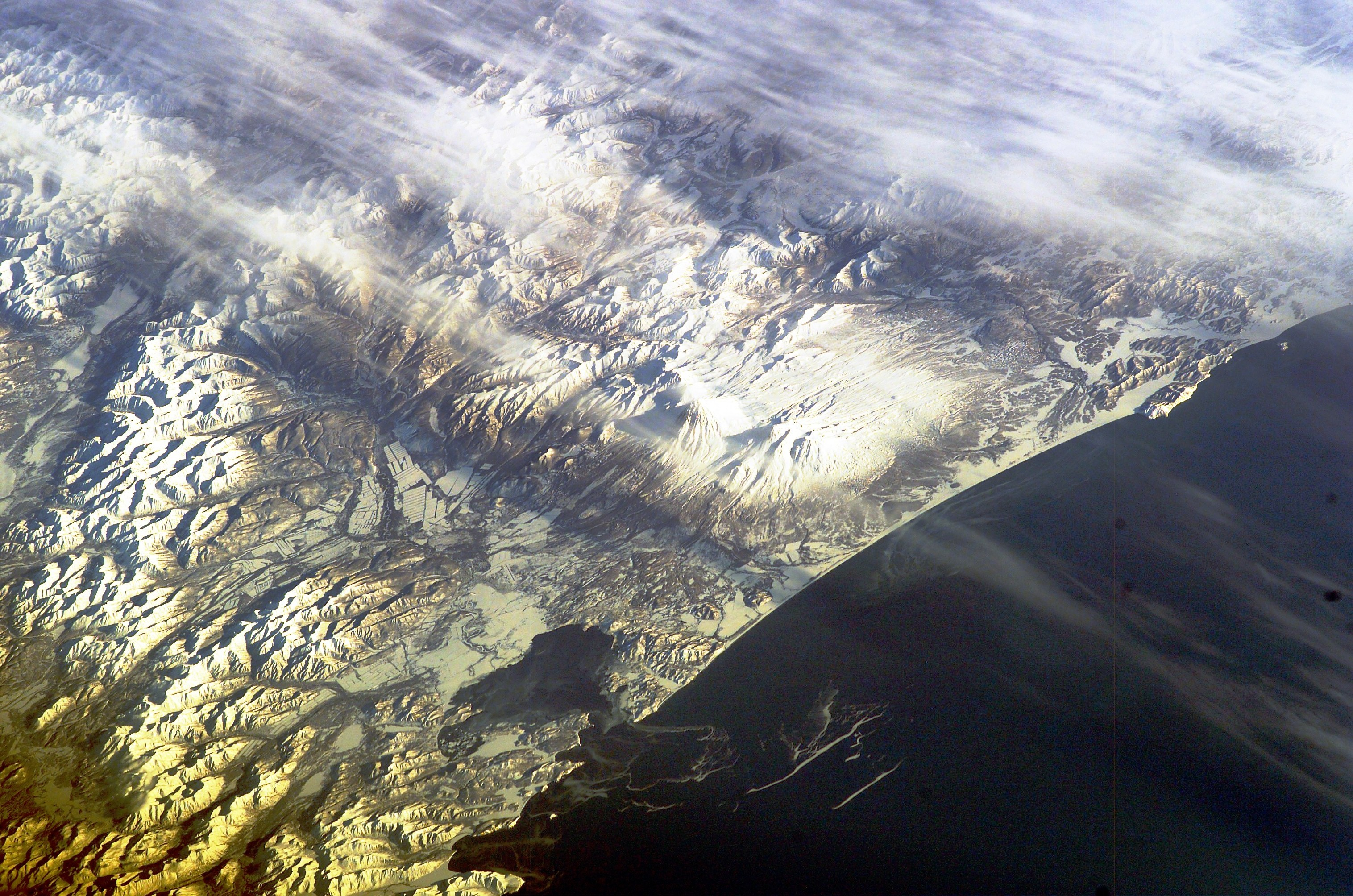
Avachinsky (trung tâm, bờ biển gần nhất) từ không gian.
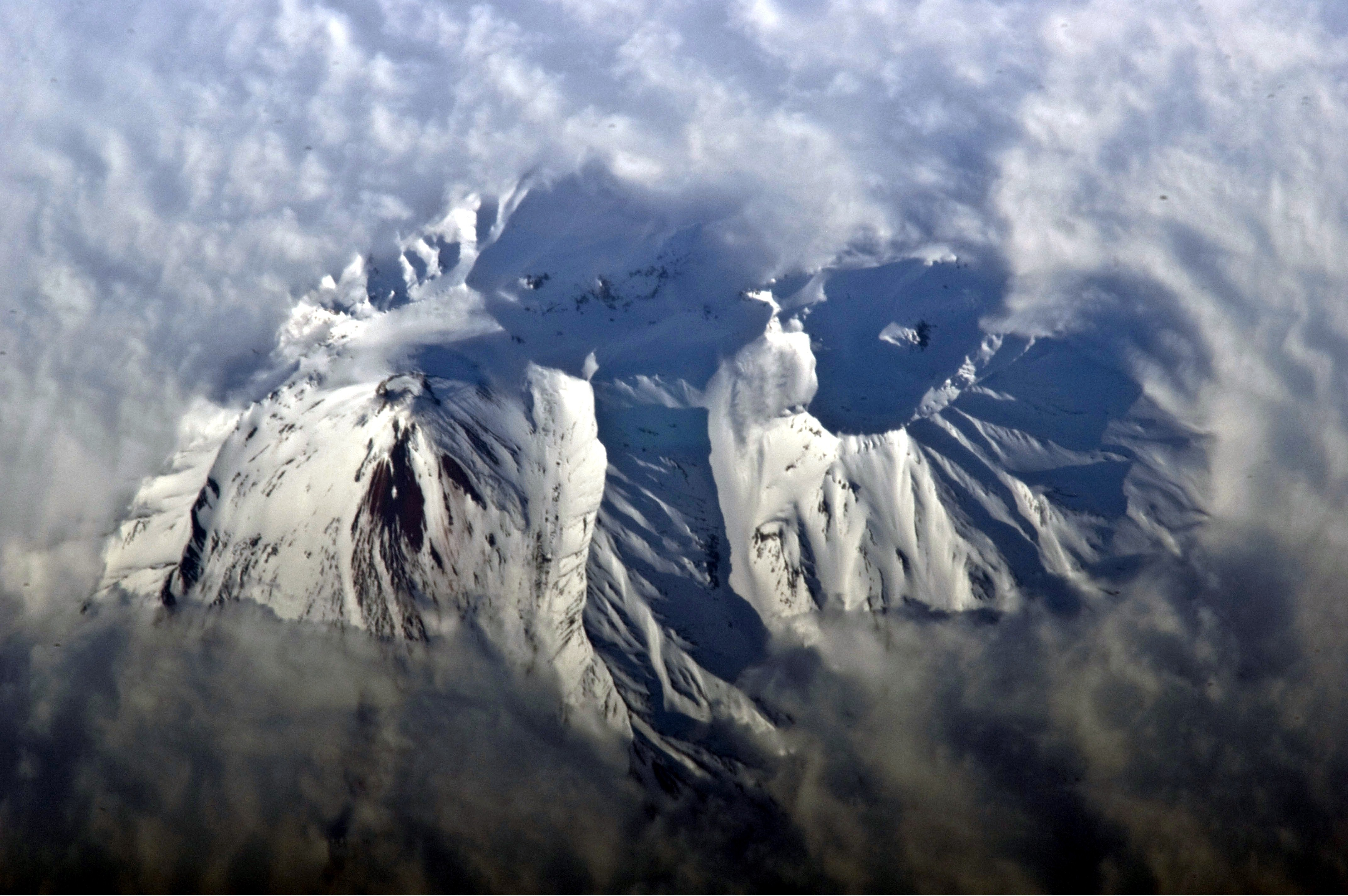
Ảnh chụp của phi hành gia làm nổi bật miệng núi lửa ở đỉnh và các sườn núi phủ tuyết của Avachinsky.

## Lịch sử ghi lại
Trong biên bản về Chuyến đi cuối cùng của Captain Cook, John Ledyard đã ghi lại vụ phun trào của Avachinsky vào ngày 15 tháng 6 năm 1779. Ông đề cập đến Koryaksky và Avachinsky như Peter và Paul:
| “ | Vào ngày 15, nó vẫn tiếp tục yên bình cho đến trưa khi nó trở nên đen tối: hai ngọn núi Peter và Paul được bao phủ bởi bầu khí quyển gần nửa đường từ đỉnh núi xuống, và vào lúc hai giờ chúng tôi lại một lần nữa bị sáo động bởi một trận động đất, và nghe một tiếng ồn ầm ầm rỗng trong không khí, và bầu khí quyển tiếp tục ngưng tụ, nó đã trở nên gần như tối như ban đêm, và mặt trời nhìn rất hoang dã: chúng tôi chỉ định điểm dừng của neo tàu và nới lỏng con tàu từ trên cao do tất cả các sự xuất hiện ngoạn mục: Tiếng nổ ban đầu nghe rất to, nhưng dần dần giảm cho đến khi nó lắng xuống thành một tiếng gầm của sấm từ đằng xa. | ” |

## Hoạt động gần đây
Avachinsky đã phun trào ít nhất 16 lần được ghi lại trong lịch sử. Sự phun trào thường có tính bùng nổ, các dòng chảy pyroclastic (chất khí cùng các vật liệu núi lửa) và dòng chảy bùn và mảnh vụn, có xu hướng được hướng về phía tây nam bởi miệng núi lửa bị phá lủng. Vụ phun trào lớn nhất gần đây (VEI = 4) xảy ra vào năm 1945, khi khoảng 0.25 km³ magma đã bị đẩy ra. Núi lửa từ đó cũng có phun trào nhỏ vào năm 1991 và 2001.
Núi lửa tiếp tục có những trận động đất xảy ra thường xuyên, và nhiều chùm khói xuất hiện ở gần đỉnh. Nhiệt độ của các chất khí phát ra tại các chùm khói này đã được đo tới trên 400 °C. Với sự gần gũi với thành phố Petropavlovsk-Kamchatsky, Avachinsky được chỉ định là núi lửa Thập niên vào năm 1996 như là một phần của Thập kỷ Quốc tế của Liên hợp quốc về giảm nhẹ thiên tai, cùng với núi Koryaksky gần đó.